# Алькасар
Алькаса́р (ісп. Alcázar; з араб. القصر, al-qasr, «фортеця», що походить від лат. castrum, «форт») — традиційна назва середньовічних фортець в Іспанії, фактично місцева назва замку. Чимало стародавніх алькасарів є перебудованими мавританськими фортецями, однак це універсальна назва, що застосовується до замків будь-якого походження. Інша форма — Алкасер.

## Відомі алькасари
- Алькасар (Алькуас)
- Алькасар (Авіла)
- Алькасар (Монтілья)
- Алькасар (Пальма)
- Алькасар (Поркуна)
- Алькасар (Вайдемосса)
- Алькасар (Сафра)
- Алькасар у Сеговії
- Толедський Алькасар
- Севільський Алькасар
- Мадридський Алькасар
- Алькасар Католицьких королів (Кордова)
- Алькасар (Херес)
- Алькасар де Колон, Санто-Домінго, Домініканська республіка

## Алькасар у літературі
Український поет Богдан-Ігор Антонич використав образ алькасара у своїй поезії «Слово про Алькасар».

## Галерея

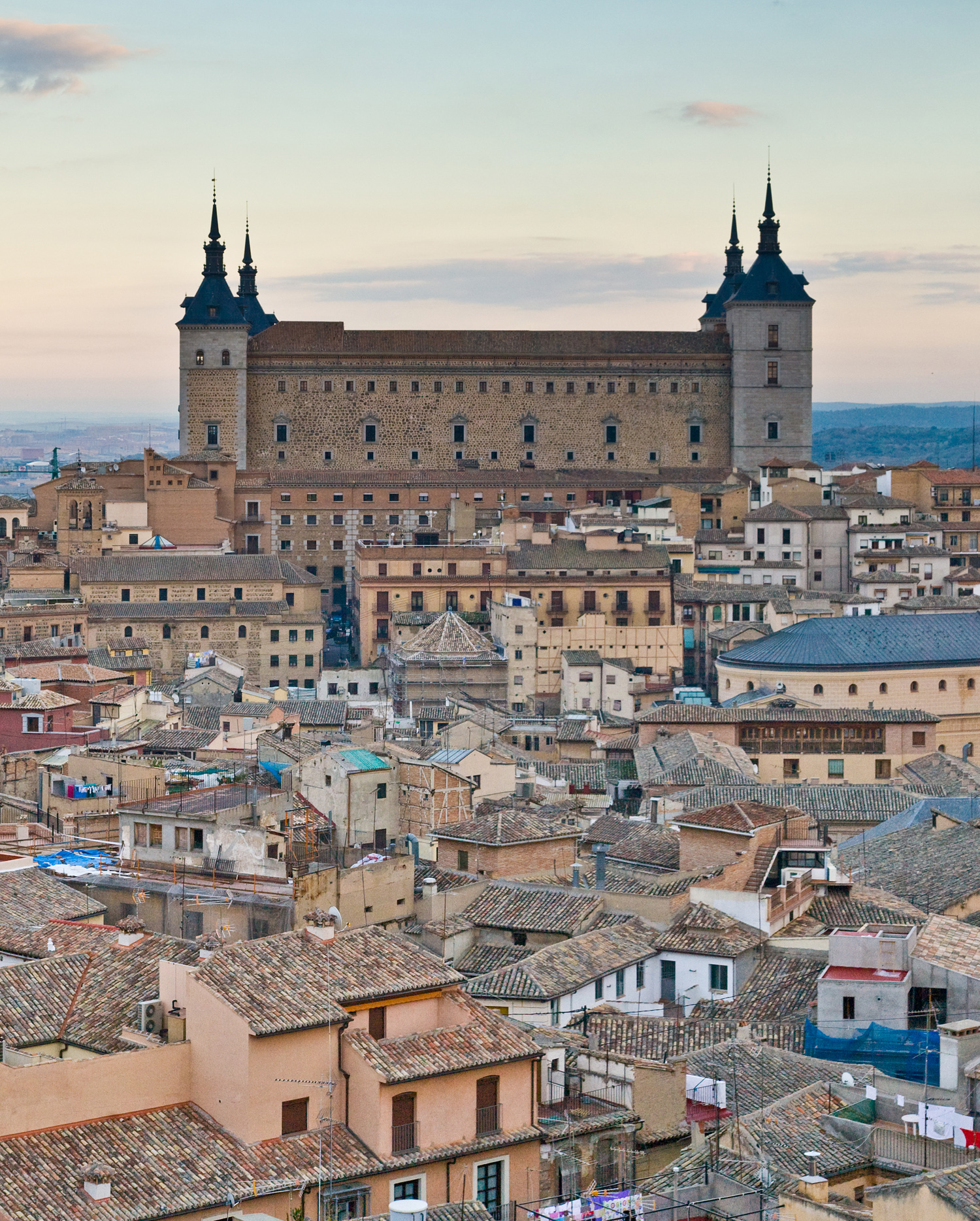
Толедський Алькасар
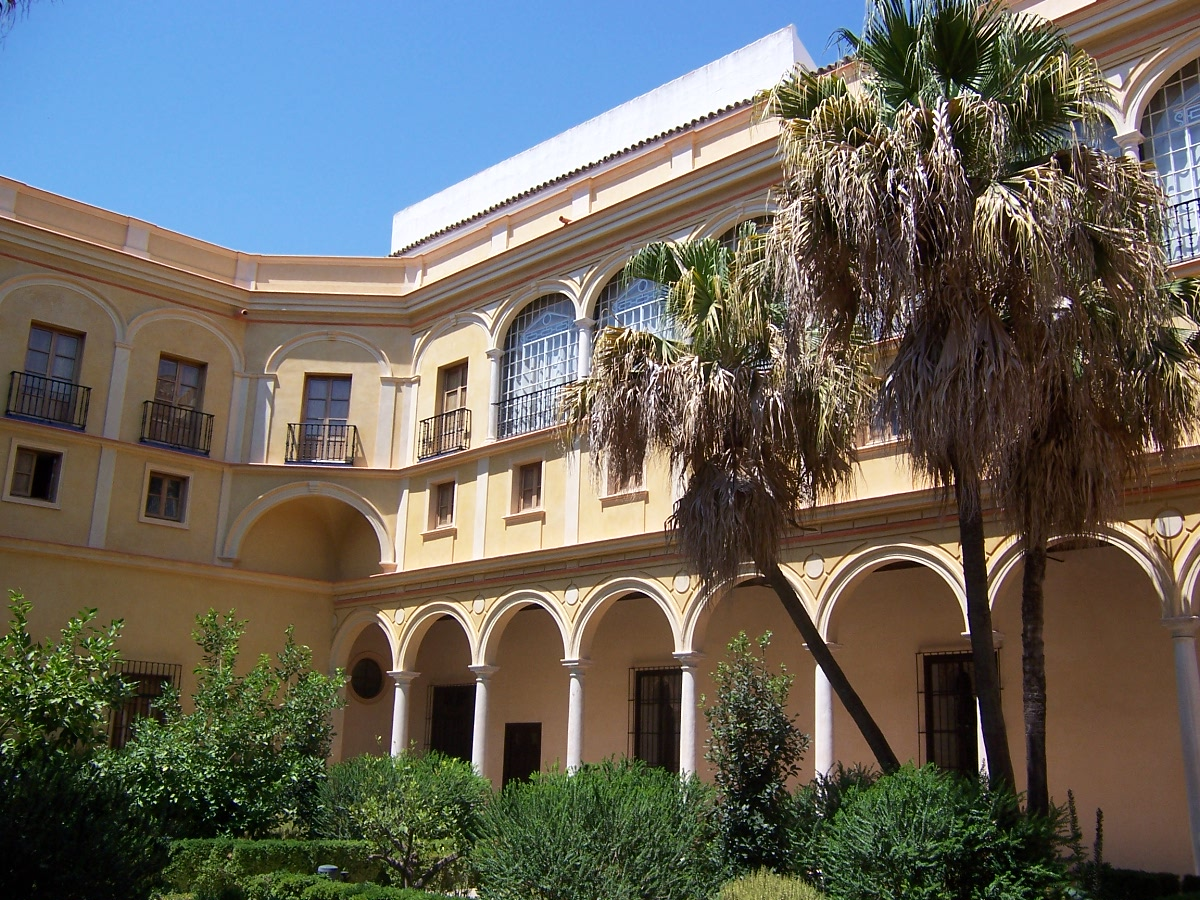
Севільський Алькасар
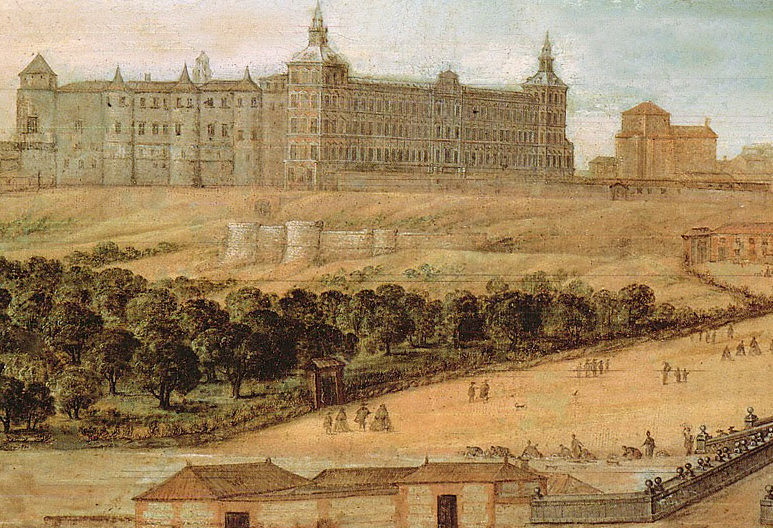
Мадридський Алькасар
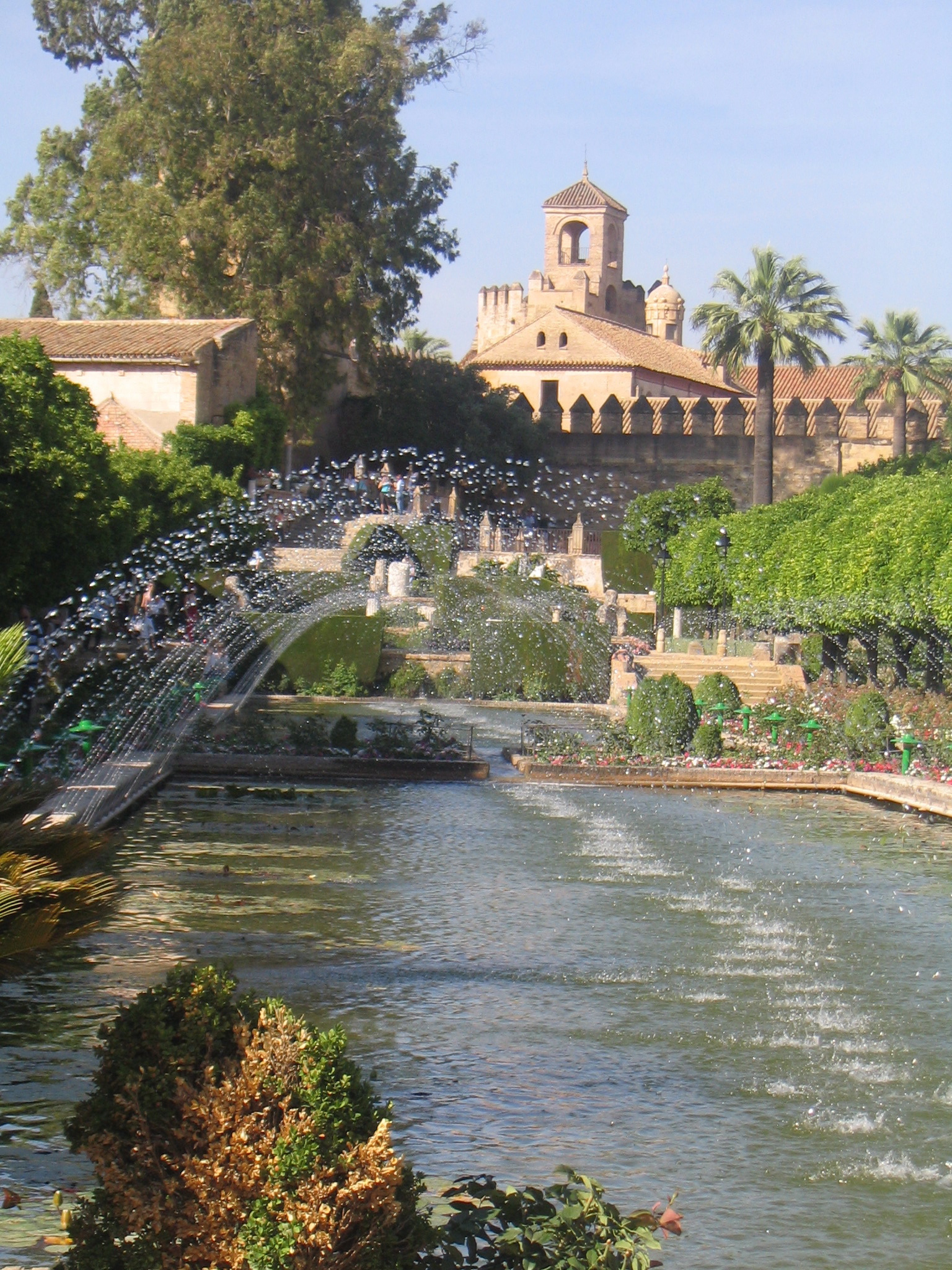
Кордовський Алькасар
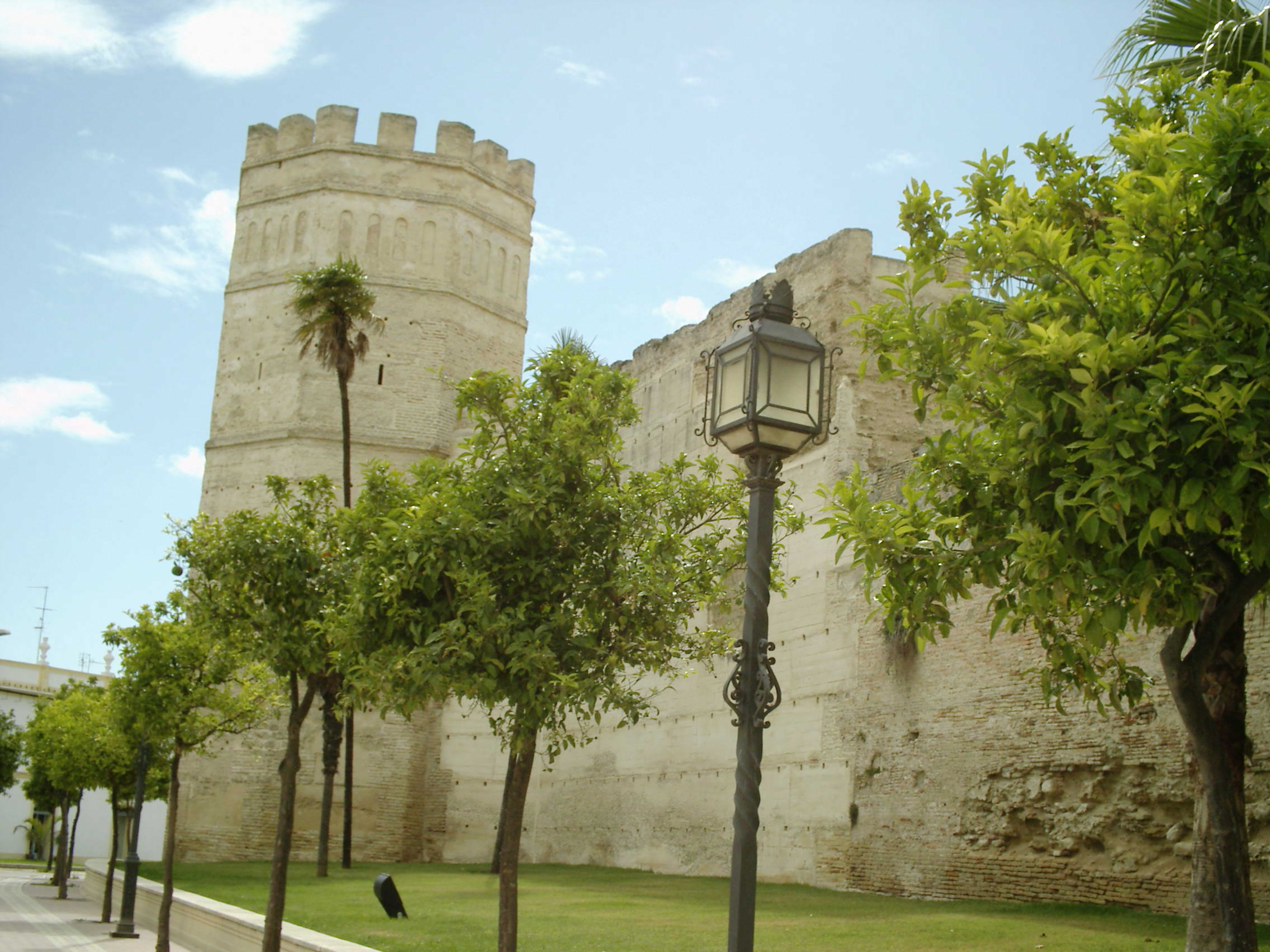
Хереський Алькасар